# دیول، راولپندی
دیول (به انگلیسی: Dewal) یک منطقهٔ مسکونی در پاکستان است که در ناحیه راولپندی واقع شده‌است. دیول ۱۱٬۰۵۲ نفر جمعیت دارد.